# Acrochordopus
Acrochordopus – rodzaj ptaków z podrodziny eleni (Elaeniinae) w rodzinie tyrankowatych (Tyrannidae).

## Występowanie
Rodzaj obejmuje gatunki występujące w Ameryce Centralnej i Południowej.

## Morfologia
Długość ciała 10,7–12,6 cm; masa ciała 9,8–13 g.

## Systematyka
Rodzaj zdefiniowała w 1905 roku para ornitologów – Niemiec Hans von Berlepsch i Austriak Carl Eduard Hellmayr na łamach „Journal für Ornithologie”. Na gatunek typowy autorzy wyznaczyli (oryginalne oznaczenie) pręgotyranika włochatego (A. burmeisteri).

### Etymologia
Acrochordopus: gr. ακροχορδων akrokhordōn, ακροχορδονος akrokhordonos ‘cienka brodawka’, od ακρον akron ‘koniec’; χορδη khordē ‘kiełbasa’; πους pous, ποδος podos ‘stopa’.

### Podział systematyczny
Do rodzaju należą następujące gatunki:
- Acrochordopus zeledoni (Lawrence, 1869) – pręgotyranik białolicy
- Acrochordopus burmeisteri (Cabanis & F. Heine Sr., 1860) – pręgotyranik włochaty